# Affaire des îles Pitcairn
L'affaire des Îles Pitcairn est une affaire judiciaire concernant des accusations de crimes sexuels.

## Historique
Le 30 septembre 2004, sept hommes, dont le maire Steve Christian, habitant sur l'île Pitcairn peuplée seulement par 50 personnes, devaient répondre devant la justice de 55 accusations relatives à des crimes sexuels. Le 24 octobre, tous les accusés sauf un sont reconnus coupables pour au moins un des chefs d’accusation. Six autres habitants qui résidaient alors à l'étranger sont également jugés en 2005 pour 41 chefs d'accusation lors d’un procès distinct se déroulant à Auckland, en Nouvelle-Zélande. Selon le procureur Simon Moore, d’autres plaintes devraient être encore déposées.

## Contexte
L'île Pitcairn est une petite île particulièrement isolée dans le Pacifique Sud, très éloignée du reste de la Polynésie et de la Nouvelle-Zélande, et ne recevant que peu de visiteurs. Elle est célèbre pour avoir servi de refuge aux révoltés de la Bounty et leurs compagnes tahitiennes en 1790 dont la population actuelle descend en grande partie.
La cinquantaine de personnes, soit neuf familles, habitant l'île, vit dans une promiscuité qui semble avoir entraîné une tolérance tacite pour les agressions sexuelles à l'encontre des enfants. Ces pratiques ne sont vraisemblablement pas récentes, car des cas d'emprisonnement pour pratiques sexuelles avec des mineurs sont déjà mentionnés dans les années 1950. De plus, l'étude des certificats de naissance montre que beaucoup de mères de famille sur l'île étaient souvent âgées de moins de 15 ans quand elles avaient leur premier enfant.

## Procès
Au cours du procès, les insulaires n’ont cessé de contester la légalité de l’action judiciaire engagée contre eux par les pouvoirs publics, car selon eux l'autorité de la justice britannique ne pouvait s'exercer sur l'île. Selon les avocats de la défense, en incendiant la Bounty en 1790, les mutinés, dont descend presque toute l’actuelle population des îles, avaient de facto répudié leur citoyenneté britannique. D'ailleurs, pour symboliser ce rejet de l’autorité britannique, les insulaires célèbrent tous les ans cet événement en mettant le feu à une effigie de la Bounty. La défense soutient en outre que le Royaume-Uni n'a jamais formellement revendiqué Pitcairn ni informé officiellement les habitants que la législation britannique, par exemple le Sexual Offences Act de 1956, leur était également applicable.
Dans un jugement prononcé le 18 avril 2004, la Cour suprême des îles Pitcairn (spécialement établie pour le procès, et constituée de juges néo-zélandais mandatés par le gouvernement britannique) a rejeté la thèse selon laquelle Pitcairn ne serait pas territoire britannique. Cette décision est ratifiée en août 2004 par la Cour d'appel de Pitcairn. Un sursis au jugement demandé au Conseil privé ayant été rejeté, le procès a pu débuter le 30 septembre 2004.
Le 12 octobre 2004, le Conseil privé consentit à examiner la question de la souveraineté britannique sur Pitcairn, mais a refusé de suspendre le procès en attendant l’issue de cette discussion, dont la date doit encore être déterminée. Il a été annoncé le 18 octobre qu’en attendant la sentence, les défendeurs seraient libérés sous caution jusqu'à ce que le Conseil privé ait tranché sur la constitutionnalité du procès. Si le Conseil Privé se prononce en faveur des insulaires (ce que les experts constitutionnels considèrent comme peu probable), le procès et ses conclusions seront considérés comme nuls et non avenus.
Les sentences ont été rendues le 24 octobre 2004 : tous les défendeurs sauf un ont été reconnus coupables sur au moins certaines des charges dont ils devaient répondre et ils ont été condamnés le 29 octobre.
Le 30 octobre 2006, le Conseil privé a rejeté les recours des six condamnés.